# Campionati del mondo di duathlon long distance del 2006
I Campionati del mondo di duathlon long distance del 2006 si sono tenuti a Fredericia, Danimarca in data 28 maggio 2006.
La gara maschile è stata vinta per la quarta volta - dopo le edizioni del 2000, 2001 e 2005 - dal belga Benny Vansteelant, mentre quella femminile dall'olandese Yvonne Van Vlerken.

## Risultati

### Élite uomini
| Pos. | Atleta                     | Paese         | Corsa    | Bici     | Corsa    | Totale   |
| ---- | -------------------------- | ------------- | -------- | -------- | -------- | -------- |
|      | Benny Vansteelant          | Belgio        | 00:50:02 | 02:14:29 | 00:28:33 | 03:34:16 |
|      | Koen Maris                 | Belgio        | 00:51:32 | 02:16:10 | 00:26:35 | 03:35:32 |
|      | Joerie Vansteelant         | Belgio        | 00:50:51 | 02:20:56 | 00:26:46 | 03:39:45 |
| 4    | Rob Woestenborghs          | Belgio        | 00:51:31 | 02:19:09 | 00:28:32 | 03:40:37 |
| 5    | Javier García              | Spagna        | 00:50:23 | 02:20:39 | 00:27:40 | 03:41:20 |
| 6    | Aksel Nielsen              | Danimarca     | 00:52:23 | 02:20:48 | 00:27:10 | 03:41:32 |
| 7    | Marcel Zamora              | Spagna        | 00:51:32 | 02:23:36 | 00:27:28 | 03:43:29 |
| 8    | David Senn                 | Svizzera      | 00:51:37 | 02:23:24 | 00:27:05 | 03:44:53 |
| 9    | Alejandro Santamaria Perez | Spagna        | 00:52:24 | 02:24:49 | 00:27:06 | 03:45:18 |
| 10   | Tom Jeffrey                | Stati Uniti   | 00:50:51 | 02:24:29 | 00:28:10 | 03:45:26 |
| 11   | Sebastien Sottiaux         | Belgio        | 00:54:57 | 02:21:32 | 00:28:26 | 03:46:34 |
| 12   | Dirk Strothmann            | Germania      | 00:52:28 | 02:25:43 | 00:27:56 | 03:47:41 |
| 13   | Massimo Cigana             | Italia        | 00:54:32 | 02:24:13 | 00:28:21 | 03:48:48 |
| 14   | Jonas Baumann              | Svizzera      | 00:55:20 | 02:23:34 | 00:28:35 | 03:49:00 |
| 15   | Dominique Duchene          | Francia       | 00:54:02 | 02:23:27 | 00:28:43 | 03:49:11 |
| 16   | Sebastian Retzlaff         | Germania      | 00:55:29 | 02:22:28 | 00:29:17 | 03:49:56 |
| 17   | David Anderson             | Stati Uniti   | 00:53:46 | 02:26:54 | 00:27:54 | 03:50:25 |
| 18   | Hans Fischer Mogensen      | Danimarca     | 00:54:49 | 02:27:29 | 00:27:41 | 03:51:14 |
| 19   | Tobias Gartner             | Germania      | 00:54:51 | 02:20:12 | 00:34:54 | 03:51:34 |
| 20   | Simon Jensen               | Danimarca     | 00:54:50 | 02:25:32 | 00:30:06 | 03:51:55 |
| 21   | David Thompson             | Stati Uniti   | 00:50:51 | 02:29:14 | 00:31:18 | 03:52:33 |
| 22   | Stefano Luciani            | Italia        | 00:54:42 | 02:27:39 | 00:30:13 | 03:55:39 |
| 23   | Takahashi Yasuo            | Giappone      | 00:52:36 | 02:35:09 | 00:29:16 | 03:58:28 |
| 24   | Henrik Antonsen            | Danimarca     | 00:55:23 | 02:27:58 | 00:34:27 | 03:59:34 |
| 25   | Bernd Weis                 | Germania      | 00:54:48 | 02:35:08 | 00:29:44 | 04:00:56 |
| 26   | Till Schramm               | Germania      | 00:56:35 | 02:35:04 | 00:29:52 | 04:02:48 |
| 27   | Kevin Danahy               | Stati Uniti   | 00:51:15 | 02:42:23 | 00:27:36 | 04:03:17 |
| 28   | Luca Nascimbeni            | Italia        | 00:54:06 | 02:36:38 | 00:30:18 | 04:03:49 |
| 29   | Oliver Mott                | Regno Unito   | 00:52:15 | 02:35:23 | 00:36:51 | 04:05:58 |
| 30   | Daniel Gassner             | Liechtenstein | 00:55:59 | 02:38:00 | 00:30:49 | 04:06:46 |
| 31   | Ales Lanik                 | Rep. Ceca     | 00:50:51 | 02:43:31 | 00:31:49 | 04:07:20 |
| 32   | Jakub Beno                 | Slovacchia    | 00:53:22 | 02:47:35 | 00:28:27 | 04:11:07 |
| 33   | Lukas Wilms                | Germania      | 01:02:34 | 02:36:41 | 00:34:00 | 04:14:51 |
| 34   | Tyler Stanfield            | Stati Uniti   | 00:52:30 | 02:45:47 | 00:38:47 | 04:19:05 |
| 35   | Christian Gertz            | Germania      | 01:01:20 | 02:54:40 | 00:45:18 | 04:44:12 |

### Élite donne
| Pos. | Atleta                 | Paese       | Corsa    | Bici     | Corsa    | Totale   |
| ---- | ---------------------- | ----------- | -------- | -------- | -------- | -------- |
|      | Yvonne Van Vlerken     | Paesi Bassi | 00:57:47 | 02:33:51 | 00:57:47 | 04:03:59 |
|      | Catriona Morrison      | Regno Unito | 00:31:17 | 02:39:03 | 00:31:17 | 04:06:24 |
|      | Andrea Ratkovic        | Stati Uniti | 00:56:23 | 02:34:26 | 00:56:23 | 04:07:21 |
| 4    | Erika Csomor           | Ungheria    | 00:29:29 | 02:43:00 | 00:29:29 | 04:11:27 |
| 5    | Jess Draskau Peterson  | Regno Unito | 01:00:21 | 02:42:40 | 01:00:21 | 04:11:41 |
| 6    | Jacqueline Uebelhart   | Svizzera    | 00:30:48 | 02:41:08 | 00:30:48 | 04:17:04 |
| 7    | Michelle Parsons       | Regno Unito | 00:56:40 | 02:43:06 | 00:56:40 | 04:17:41 |
| 8    | Sine Gasbjerg          | Danimarca   | 00:30:21 | 02:41:14 | 00:30:21 | 04:18:34 |
| 9    | Eva Nyström            | Svezia      | 00:57:04 | 02:44:45 | 00:57:04 | 04:19:27 |
| 10   | Susanne Svendsen       | Danimarca   | 00:28:44 | 02:43:00 | 00:28:44 | 04:20:45 |
| 11   | Reka Brassay           | Ungheria    | 01:01:03 | 02:51:53 | 01:01:03 | 04:24:21 |
| 12   | Inmaculada Pereiro     | Spagna      | 00:32:51 | 02:55:36 | 00:32:51 | 04:29:20 |
| 13   | Michelle Lee           | Regno Unito | 01:00:32 | 02:54:50 | 01:00:32 | 04:29:20 |
| 14   | Kristina Lapinova      | Slovacchia  | 00:32:30 | 02:56:36 | 00:32:30 | 04:33:28 |
| 15   | Kristin Lie            | Norvegia    | 01:03:16 | 03:01:12 | 01:03:16 | 04:35:28 |
| 16   | Frédérique Chambelland | Francia     | 00:32:47 | 02:59:57 | 00:32:47 | 04:38:29 |
| 17   | Kathryn Bertine        | Stati Uniti | 01:01:05 | 03:07:43 | 01:01:05 | 04:55:17 |